# チブ
チブ (Chib) は日本の音楽家、チバユキコによるソロ・プロジェクト。サンプリングと幼少から10代半ばまで10年間学んだピアノで構成される、優しく、独特な空気感の音楽作品を作り出している。イギリスのFat Cat Recordsのコンピレーション・アルバムに参加後、3年以上に渡るオファーの末、2004年に1stアルバム"Moco"を同レーベルから発表。当時これまで作ったオリジナル曲全てが収録された作品になっている。

## ディスコグラフィー
- Moco（2004年、Fat Cat Records）